# Kozjak pri Ceršaku
Kozjak pri Ceršaku este o localitate din comuna Šentilj, Slovenia, cu o populație de 165 de locuitori.